# Teodorów (Wołomin)
Pour les articles homonymes, voir Teodorów.

Teodorów (prononciation : [tɛɔˈdɔruf]) est un village polonais de la gmina de Dąbrówka dans le powiat de Wołomin de la voïvodie de Mazovie dans le centre-est de la Pologne.
Il se situe à environ 8 kilomètres à l'ouest de Dąbrówka (siège de la gmina), 16 kilomètres au nord de Wołomin (siège du powiat) et à 33 kilomètres au nord-est de Varsovie (capitale de la Pologne).

## Histoire
De 1975 à 1998, le village appartenait administrativement à la voïvodie d'Ostrołęka.